# Pošumavská golfová liga
Pošumavská golfová liga je neformální nekomerční série golfových turnajů. Série byla založena v roce 2007 a je největší amatérskou soutěží jednotlivců v západních Čechách. V roce 2009 se odehrálo 26 turnajů na 11 hřištích.
Cílem PGL je pravidelné setkávání golfových přátel na hřištích nejen v Plzeňském kraji. Jde jak o soutěžení ve sportovním duchu, tak o společenskou stránku golfu. Turnaj může pořádat po domluvě kterýkoliv člen, libovolný je i formát hry.

## Mistři PGL
2010
- Josef Majer
- Hana Majerová
- All star flight: Josef Majer, František Šálek, Tomáš Petrů, Jaroslav Novotný

2009
- Josef Majer
- Hana Majerová
- All star flight: Josef Majer, František Šálek, Tomáš Petrů, Jaroslav Novotný

2008
- Josef Majer
- Hana Majerová

2007
- Josef Majer
- Hana Majerová